# Aleksandra Ziołecka
Aleksandra Zofia Ziołecka z domu Szyfter (ur. 13 grudnia 1924 w Poznaniu, zm. 25 kwietnia 2024 w Łodzi) – profesor nauk rolnych w Instytucie Fizjologii i Żywienia Zwierząt Polskiej Akademii Nauk.

## Życiorys

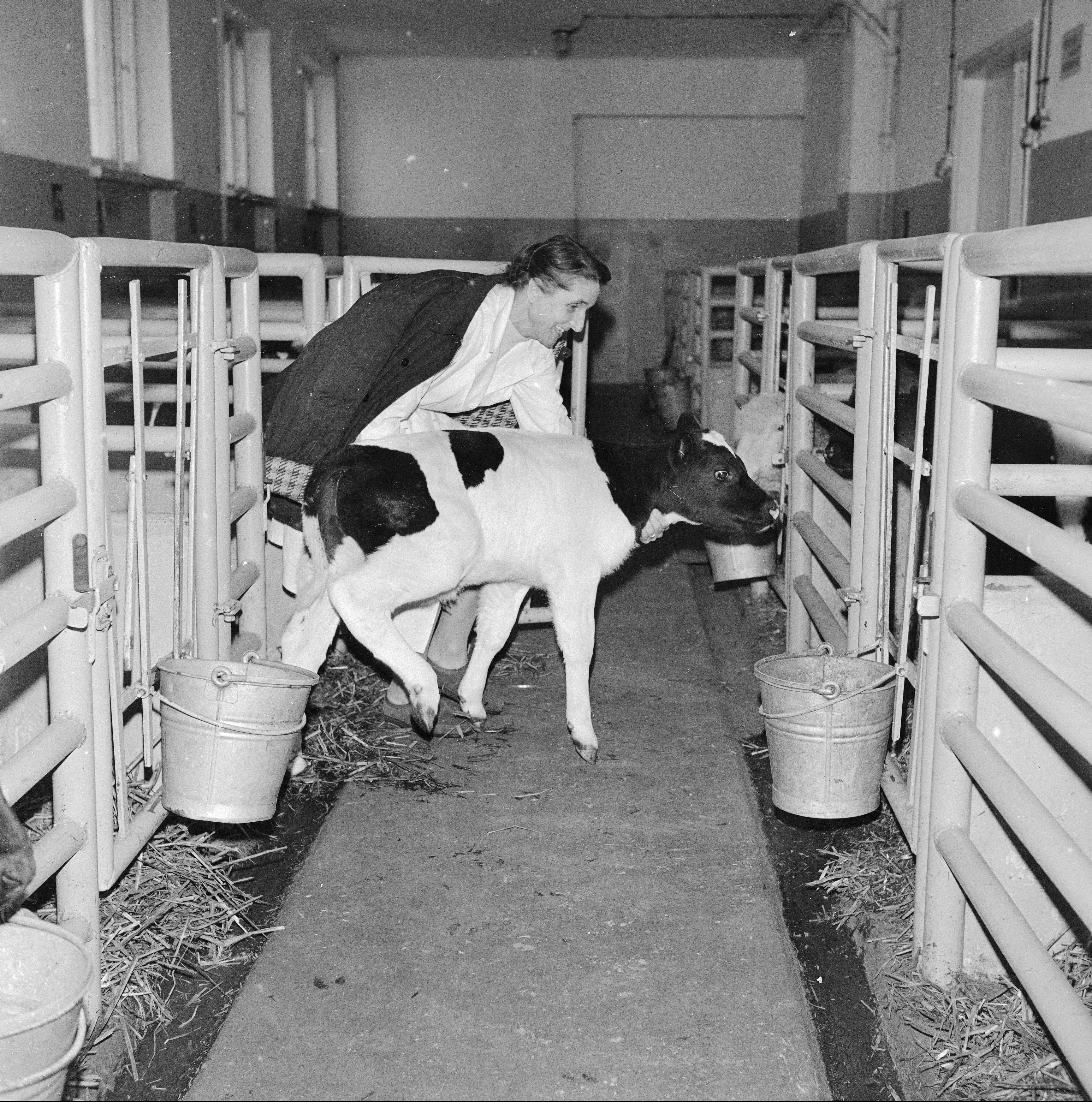
dr hab. Aleksandra Ziołecka z cielakiem w oborze, Instytut Fizjologii i Żywienia Zwierząt im. Jana Kielanowskiego Polskiej Akademii Nauk (1973 r.)

Absolwentka Wydziału Rolnego Uniwersytetu Poznańskiego, gdzie w 1950 roku uzyskała stopień inżyniera rolnictwa i magistra nauk agrotechnicznych. Stopień doktora nauk rolno-leśnych został jej nadany przez Radę Wydziału Zootechnicznego Szkoły Głównej Gospodarstwa Wiejskiego w 1960 roku, a w roku 1969 uzyskała stopień doktora habilitowanego na tej samej uczelni. W 1981 roku nadano jej tytuł profesora nadzwyczajnego nauk rolniczych, a w 1988 roku tytuł profesora zwyczajnego.

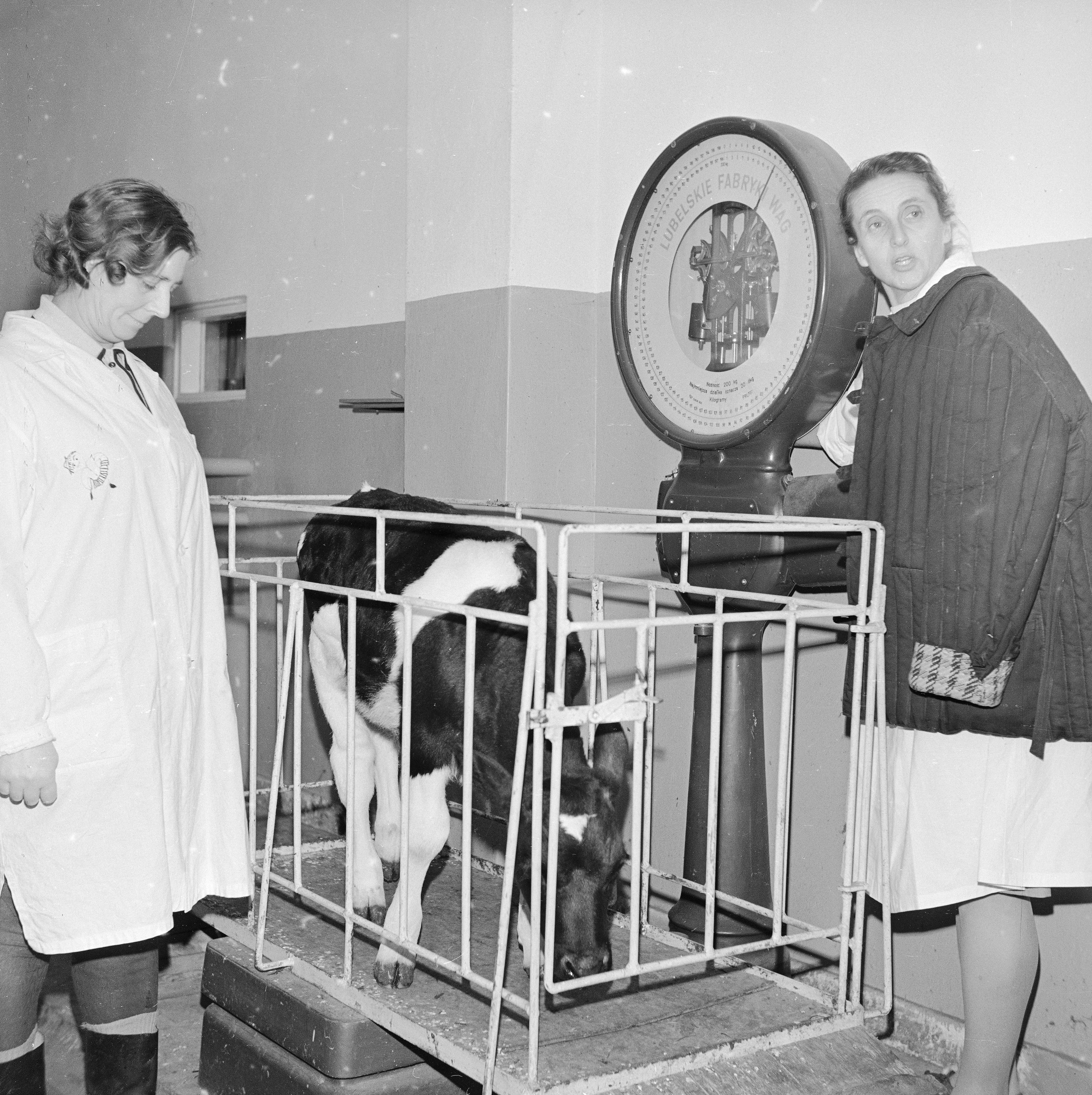
Ważenie cielaka, po prawej dr hab. Aleksandra Ziołecka, Instytut Fizjologii i Żywienia Zwierząt im. Jana Kielanowskiego Polskiej Akademii Nauk (1973 r.)

Pracę zawodową rozpoczęła w 1950 roku w Oddziale Doświadczalnictwa Żywieniowego Instytutu Zootechniki w Bydgoszczy. Oddział ten stał się zalążkiem Instytutu Fizjologii i Żywienia Zwierząt w Jabłonnie, w którym pracowała od 1955 roki. W latach 1955–1970 pracowała na stanowisku adiunkta, a następnie na stanowisku samodzielnego pracownika naukowo-badawczego. W tym czasie kierowała Pracownią Żywienia Przeżuwaczy, a w latach 1985–1989 była kierownikiem Zakładu Fizjologii i Żywienia Przeżuwaczy. Pomimo przejścia na emeryturę w roku 1989 nadal kontynuowała działalność zawodową. W tym czasie Instytut przejął publikację czasopisma naukowego „Roczniki Nauk Rolniczych, Seria B: Zootechniczna”, które zostało przekształcone w „Journal of Animal and Feed Sciences”, w którym była sekretarzem redakcji.

## Odznaczenia
Została wyróżniona tytułami Honorowego Członka Komitetu Nauk Zootechnicznych i Akwakultury PAN oraz Honorowego Członka Towarzystwa Zootechnicznego PAN. 
Za całokształt działalności została także uhonorowana m.in. Krzyżem Kawalerskim Orderu Odrodzenia Polski i Złotym Krzyżem Zasługi.

## Życie prywatne
Córka Haliny i Pawła, powstańców wielkopolskich i obrońców Lwowa. Wyszła za mąż za dr Aleksandra Ziołeckiego, również pracownika naukowego Instytutu Fizjologii i Żywienia Zwierząt Polskiej Akademii Nauk, z którym miała dwoje dzieci: Krystynę i Aleksandra.
Pochowana została obok męża na cmentarzu parafialnym św. Jana Vianneya w Poznaniu, kwatera: św. Barbary; rząd: 30; miejsce: 3.

## Publikacje
- Aleksandra Ziołecka, Tabele składu chemicznego i wartości pokarmowej pasz krajowych, 1979 r., Państwowe Wydawnictwo Naukowe
- Roczniki nauk rolniczych, Rybactwo, seria H, tom 99, 1978 r., Państwowe Wydawnictwo Naukowe
- Zeszyty problemowe postępów nauk rolniczych, Wydania 359–362, 1988 r., Państwowe Wydawnictwo Naukowe